# Usciana
L'Usciana (notazione arcaica Gusciana) è un canale della Toscana che nei circa 25 km del suo corso tocca le province di Pistoia, Firenze e Pisa.

## Idronimo
L'Usciana prende il suo nome solo nel corso a valle dell'antica chiusa di Ponte a Cappiano, presso Fucecchio.

## Percorso

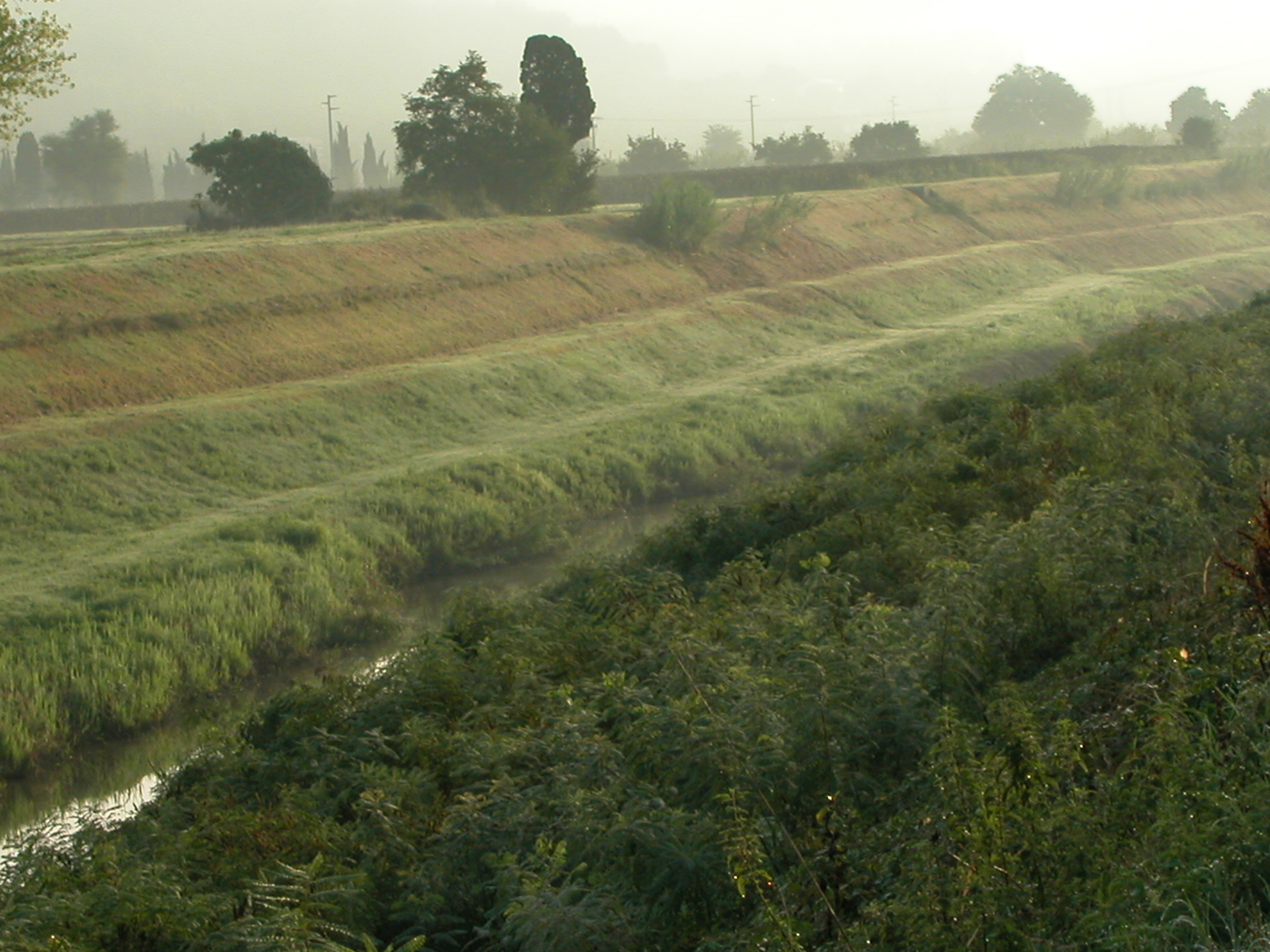
L'Usciana a Montecalvoli

Affluente dell'Arno, in cui confluisce presso Calcinaia, il canale trasporta le acque raccolte dal Padule di Fucecchio e provenienti dai corsi d'acqua della Valdinievole e di una parte del Montalbano. La sua parte iniziale, nota come Canale Maestro si trova all'interno dell'area umida, dove ha origine dalla confluenza del Canale del Terzo (in cui confluiscono i corsi d'acqua della parte centro-orientale della Valdinievole, come il torrente Nievole) e del Canale del Capannone (in cui confluiscono i corsi d'acqua della parte centro-occidentale della Valdinievole, come il  Pescia di Pescia).
Lo sbocco del canale in Arno è regolato da chiuse denominate Cateratte di Bocca d'Usciana che hanno il compito di evitare il rigurgito delle acque in piena dell'Arno nel padule di Fucecchio e nei territori circostanti.
Nel 1986 è stato costruito un canale aggiuntivo di 4 km che porta le sue acque allo Scolmatore dell'Arno passando sotto l'Arno all'altezza delle cateratte dello Scolmatore stesso.